# Inocybe griseoscabrosa
Inocybe griseoscabrosa är en svampart som tillhör divisionen basidiesvampar, och som först beskrevs av Peck, och fick sitt nu gällande namn av Earle. Inocybe griseoscabrosa ingår i släktet Inocybe, och familjen Crepidotaceae. Arten är reproducerande i Sverige.